# Rodion Jakovljevič Malinovski
Rodion Jakovljevič Malinovski (rusko Родио́н Я́ковлевич Малино́вский), sovjetski maršal * 23. november 1898, † 31. marec 1967.
Bil je sovjetski vojaški poveljnik in maršal Sovjetske zveze. Med letoma 1957 in 1967 je služil kot obrambni minister Sovjetske zveze, v tem času se je Sovjetska vojska okrepila.
Rodil se je v obubožanem ukrajinskem gospodinjstvu v Odesi in se javil za prostovoljca v Ruski imperialni vojski med prvo svetovno vojno in je služil z odliko tako na vzhodni kot na zahodni fronti. Sprva je bil dozirnik streliva. Ob izbruhu oktobrske revolucije je služil pri Ruski legiji v Franciji, potem pa, ko je bila ta enota razpuščena, se je vrnil v Rusijo in se pridružil Rdeči armadi v ruski državljanski vojni. Boril se je proti enotam admirala Kolčaka v Omsku in Novosibirsku. Tam je dobil prvo poveljniško mesto, saj je poveljeval je skupini osmih mitraljezov. Leta 1926 je postal član Komunistične partije. Leta 1935 je postal polkovnik. Po diplomi na Frunzevski vojaški akademiji se je Malinovski kot prostovoljec boril na republikanski strani v španski državljanski vojni, kjer je ponovno služil z veliko odliko in je pozneje prejel red Lenina ter red rdeče zastave kot priznanje za njegovo službo.
Njegov prijatelj, vojak Francisco Ciutat de Miguel, je dejal, da »polkovnik Malino ni bil samo odličen zgled vojaškega poguma, ampak ga je tudi prepričal, kako ostati human. Po njegovi zaslugi se je zavedel, da za poveljnika ni dovolj pamet, ampak potrebuje tudi srce.«
Njegova odsotnost iz Sovjetske zveze v času Stalinovih čistk mu je morda rešila življenje.
Malinovski je bil eden od redkih sposobnih sovjetskih generalov na začetku nemške invazije. V sovjetski zmagi pri Stalingradu decembra 1942 je igral ključno vlogo in je pomagal potisniti nemške enote iz Ukrajine po dnepro-karpatski ofenzivi. Nato je poveljeval sovjetskemu udaru na Balkan in je prisilil Romunijo, da je prešla na stran zaveznikov, za kar ga je Josif Stalin povišal v maršala Sovjetske zveze.
Nadalje se je udeležil osvoboditve Budimpešte, dunajske ofenzive in praške ofenzive ter utrdil sovjetsko vojaško premoč v Centralni Evropi. Po nemški predaji maja 1945 je bil Malinovski premeščen na Daljni vzhod, kjer je v sovjetski invaziji na Mandžurijo uničil japonsko vojsko Kvantung. Kot nagrado je prejel najvišje državno odlikovanje, naziv heroj Sovjetske zveze.